# Terme Rinfresco
Lo stabilimento delle terme Rinfresco era uno stabilimento termale di Montecatini Terme.

## Storia e descrizione
Il primo edificio venne realizzato su progetto di Giuseppe Manetti nel 1795 ed era caratterizzato da una loggia-terrazza. Di questo sopravvive la facciata a colonnato. L'attuale fabbricato si deve ad Ugo Giovannozzi, che nel 1927 progettò un ampio padiglione. Caratteristico il mosaico della pavimentazione del piazzale antistante in cui è rappresentato, grazie a ciottoli bianchi di fiume, un grande giglio fiorentino.